# Ursula Bach-Wild
Ursula Bach-Wild (* 8. Januar 1903 in Schwerte; † 10. März 1987 in Münster) war eine deutsche Goldschmiedin und Kunsthandwerkerin.

## Leben

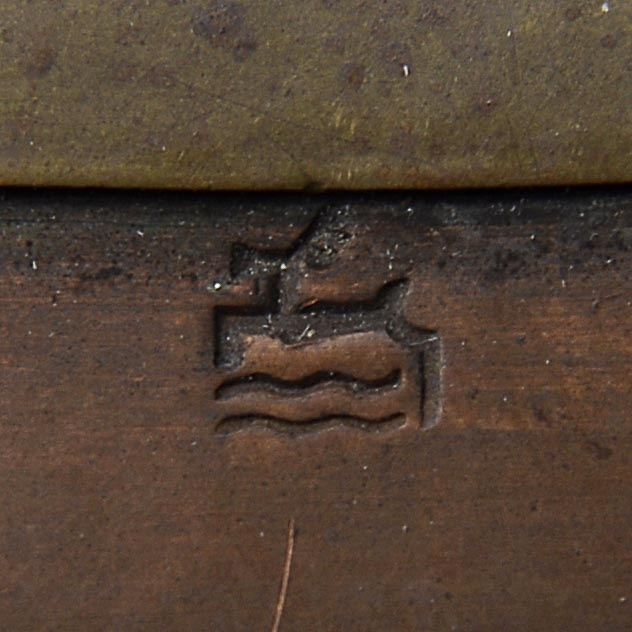
Stempelmarke von Ursula Bach-Wild: Springender Hirsch über einem Bach

Ursula Bach-Wild wurde als vierte von fünf Töchtern des Rechnungsrates August Bach und seiner Frau Emilie Bach in Schwerte geboren. Im Jahr 1912 zog die Familie nach Münster (Westfalen) um. Ursula Bach begann 1919 ein Studium an der Kunstschule in Münster, u. a. bei den Malern Bernhard Bröker, dem Bildhauer Anton Rüller und Max Barth. 1920 lernte sie Erhard Wild (1900–1967) kennen. Im Jahr 1921 besuchte sie für ein Semester die Kunstschule in Kassel, 1925 studierte sie ein Semester an der Kunstschule in Berlin-Charlottenburg. Ursula Bach heiratete Erhard Wild 1926, sie gründeten zusammen die Metallwerkstätten Bach-Wild in Münster. 1927 und 1929 kamen die beiden Söhne zur Welt. 1930 trennte sich das Paar, Erhard Wild begann ein Studium an der Kunstakademie Düsseldorf.
Ab 1931 führte Ursula Bach-Wild die florierenden Werkstätten allein weiter. Ihre Schwester, die Textilkünstlerin Lotte Bach, richtete ein Atelier im Haus der Werkstätten von Ursula Bach-Wild ein, der Verkauf fand in gemeinsamen Geschäftsräumen statt. 1933 legte Ursula Bach-Wild ihre Meisterprüfung als Ziseleurmeisterin an der Handwerkskammer Münster ab. Im Jahr 1935 ließ sich Ursula Bach-Wild scheiden. Die Evakuierung der Werkstätte aus Münster erfolgte 1944 nach Haus Kückeling/ Nottuln. Nach der Rückkehr Erhard Wilds aus dem Krieg 1945 war das Ehepaar wieder vereint, doch 1948 wurde eine zweite Scheidung vollzogen. Ursula Bach-Wild richtete 1949 erneut einen Verkaufsraum in Münster ein. Im Jahr 1973 übergab sie die Metallwerkstätten an den Gold- und Silberschmiedemeister Johannes Wistuba. Am 10. März 1987 starb Ursula Bach-Wild in Münster.

## Werk

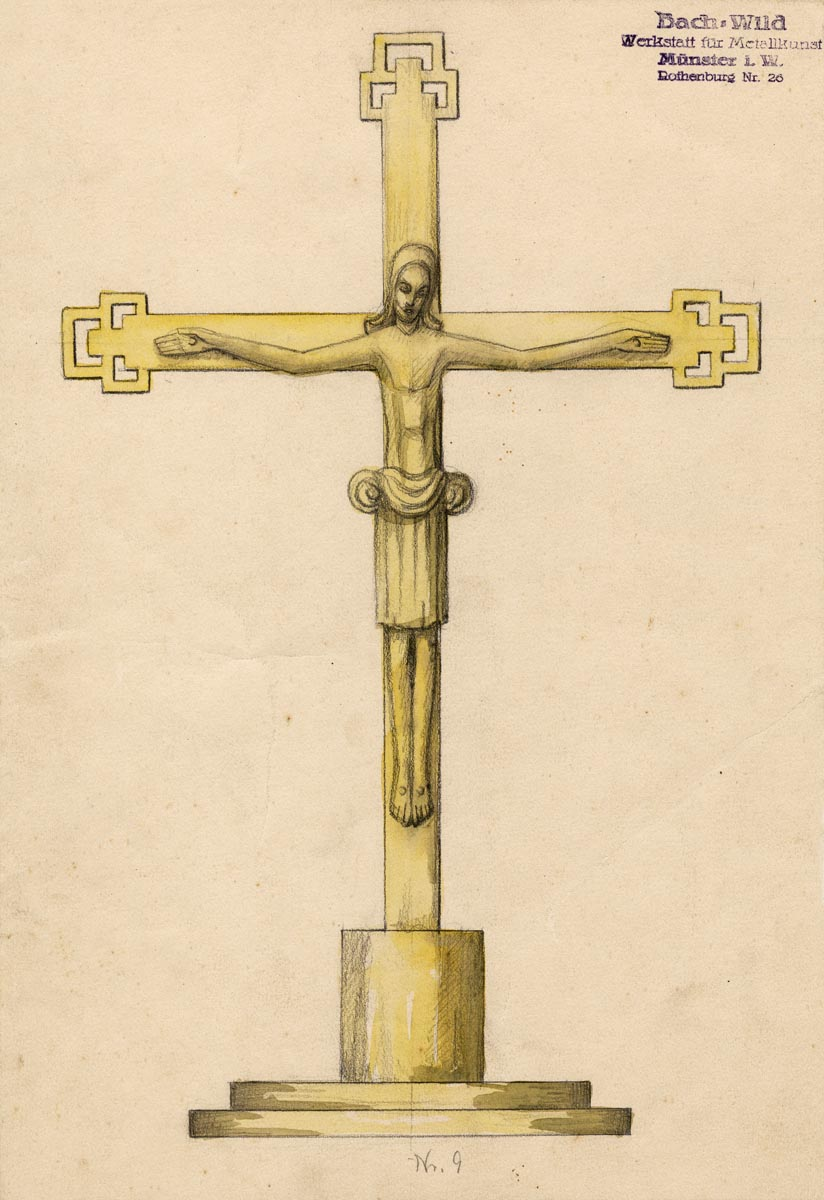
Entwurf für ein Altarkreuz von Ursula Bach-Wild, um 1926

Anfang der 1920er Jahre fertigte Ursula Bach Holz- (oder Linol-)schnitte in expressionistischem Stil an. Vor allem stellte sie nach eigenen Entwürfen Liturgische Geräte, Kruzifixe, Altäre, Tabernakel, religiösen Wandschmuck sowie anspruchsvolles Kunstgewerbe und Schmuck bis zu ihrem Tode her. Ursula Bach-Wild war Mitglied der St. Lukas-Gemeinschaft in Münster. Ihr Gesamtwerk ist umfangreich, die einzelnen Stücke sind kunsthandwerklich hervorragend ausgeführt. In den Metallwerkstätten Bach-Wild waren zeitweise bis zu 10–15 Mitarbeiter mit den Arbeiten nach den Entwürfen der Künstlerin beschäftigt.
Zwischen 1925 und 1960 führte sie zahlreiche Aufträge für Kirchen in Westfalen und darüber hinaus aus. Viele der Kelche, Monstranzen, Ziborien, Altarkreuze und Leuchter finden noch heute während der Messen Verwendung. Sowohl für Kirchen und Kapellen als auch für Privathaushalte fertigte Ursula Bach-Wild schon in jungen Jahren sehr eindrucksvolle Kruzifixe. Die in Bronze nach Modellen gegossenen Stücke wurden in einem zweiten Arbeitsgang nachträglich überarbeitet, ziseliert und poliert und weisen jeweils einen einzigartigen Charakter auf. Die Arbeiten von Ursula Bach-Wild fanden stets viel Beachtung. Sie gewann u. a. 1961 den dritten Preis bei der Ausstellung der Gold- und Silberschmiede Westfalens in Rheine.
Die einzelnen Werke und Entwürfe tragen die Handschrift der Künstlerin. Vor allem die Werke der frühen Jahre bis in die Zeit um 1930 sind geprägt vom Stil des Art déco. Die Silber- und Goldschmuck-Produktion der Werkstatt war in den 1930er bis 1960er Jahren umfangreich. Es entstanden Broschen, Ringe, Anhänger, Colliers und vieles mehr. Auch Gegenstände des alltäglichen Gebrauchs wurden gestaltet, u. a. Kerzenleuchter, Blumenübertöpfe, Buchstützen. Nach 1945 wurde Schmuck auch aus Messing und Kupfer gefertigt. In den 1940er bis 1960er Jahren stellte Ursula Bach-Wild getriebene und gravierte Zinngeräte her, sowie Glasuntersetzer mit Motiven aus Münster, die sich in großer Zahl in privaten Haushalten bis heute erhalten haben.

## Ausstellungen

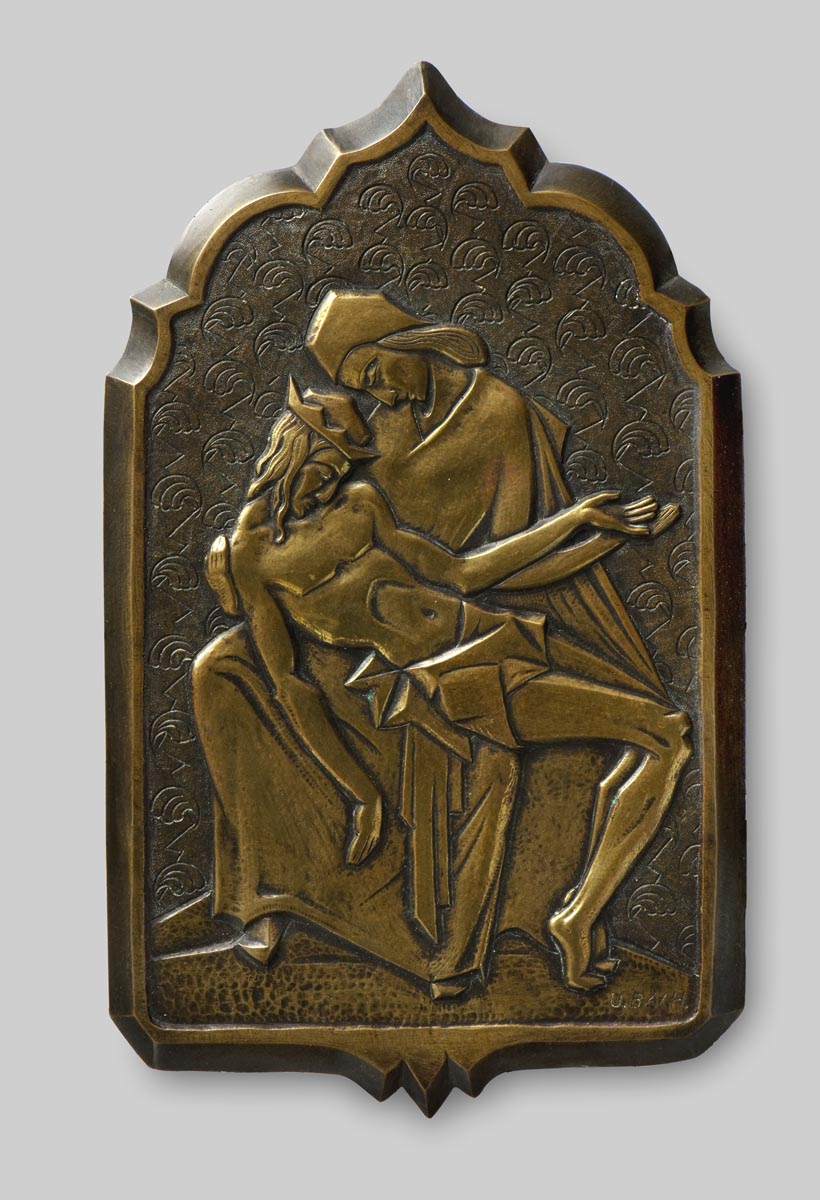
Pietà, Relief von Ursula Bach-Wild, Bronze, gegossen, graviert, ziseliert, um 1924

Das Stadtmuseum Münster zeigte in zwei Präsentationen einige Arbeiten von Ursula Bach-Wild in Kabinett 33 der Dauerausstellung:
- 2001/ 2002 Ursula Bach-Wild. Religiöses Kunsthandwerk (Neuerwerbung), Stadt Münster - Ausstellungsinformation
- 2003 Ursula Bach-Wild. Ausstellung zum 100. Geburtstag, Stadt Münster - Ausstellungsinformation

Das Stadtmuseum Münster besitzt eine kleine Auswahl der plastischen Werke von Ursula Bach-Wild und in größerem Umfang Skizzen und Entwurfszeichnungen, vor allem zu liturgischem Gerät.